# Alpina müller-rutzi
Alpina müller-rutzi là một loài bướm đêm trong họ Geometridae.